# بلاير سبيتال
بلاير سبيتال (بالإنجليزية: Blair Spittal)‏ (19 ديسمبر 1995 في المملكة المتحدة - ) هو لاعب كرة قدم بريطاني في مركز الوسط. لعب مع دندي يونايتد ونادي كوينز بارك.

## روابط خارجية
- بلاير سبيتال على موقع قاعدة بيانات كرة القدم.إي يو (الإنجليزية)
- بلاير سبيتال على موقع Soccerbase.com (لاعب) (الإنجليزية)
- بلاير سبيتال على موقع Soccerway.com (الإنجليزية)